# Cucerdea
Cucerdea (in ungherese Oláhkocsárd) è un comune della Romania di 1638 abitanti, ubicato nel distretto di Mureș, nella regione storica della Transilvania. 
Il comune è formato dall'unione di 3 villaggi: Bord, Cucerdea, Șeulia de Mureș.